# روبن داشتویان
روبن داشتویان (ارمنی: Ռուբեն Պետրոսի Դաշտոյան؛  زادهٔ ۱۳ سپتامبر ۱۸۷۹ یا  - درگذشته ۱۸ ژوئیهٔ ۱۹۳۷) یک انقلابی، و سیاستمدار اهل ارمنستان بود.

## زندگی‌نامه
وی در ۱۳ سپتامبر ۱۸۷۹ در نور بایزیت به دنیا آمد و از مدرسه نرسیسیان (۱۸۹۸) و  دانشکده علوم الهی گئورگیان فارغ‌التحصیل گشت. همچنین برندهٔ جوایزی همچون نشان پرچم سرخ کار شده است. وی در ۱۸ ژوئیهٔ ۱۹۳۷ در سن ۵۷ سالگی در جریان پاکسازی بزرگ تیرباران شد.

## یادداشت
1. ↑  Հայկական համառոտ հանրագիտարան